# Epílogo (pel·lícula de 1984)
Epílogo és un llargmetratge espanyol de 1984 escrit i dirigit pel cineasta Gonzalo Suárez. La pel·lícula s'inscriu dins del gènere dramàtic, basada en dues narracions del mateix Suárez, Gorila en Hollywood i Rocabruno bate a Ditirambo. i va comptar amb la participació d'actors com José Sacristán, Francisco Rabal i Charo López, suposant el debut de Sonia Martínez en la pantalla gran. Part de la pel·lícula es va rodar al conceyu asturià de Llanes.

## Argument
Dos escriptors, Ditirambo (José Sacristán) i Rocabruno (Francisco Rabal) signaven en conjunt les seves novel·les. Estan enamorats de la mateixa dona. Deu anys després s'ajunten per a escriure la seva última novel·la junts que es titularà Epíleg.

## Repartiment
- José Sacristán - José Ditirambo
- Francisco Rabal - Rocabruno
- Charo López - Laína
- Manuel Zarzo - Tío
- Chus Lampreave- Flo-Flo
- Sonia Martínez - Estudiant de literatura
- Sandra Toral - Ana

## Reconeixements
Francisco Rabal va rebre el Fotogramas de Plata 1984 com a millor actor de cinema mentre que Charo López fou candidata a millor actriu de cinema. També va participar en la Quinzena dels Directors en el 37è Festival Internacional de Cinema de Canes, en el que va rebre un dels premis de la Joventut.